# Commenda di San Giovanni di Prè
Commenda di San Giovanni di Prè (pol. Komandoria Świętego Jana w [dzielnicy] Prè) – rzymskokatolicki kompleks kościelno-klasztorny w Genui, należący pierwotnie do Zakonu Szpitalników Świętego Jana z Jerozolimy z Rodos i z Malty. W skład kompleksu wchodzą: budynek byłego klasztoru i szpitala oraz dwa kościoły, górny i dolny, z których pierwszy jest kościołem parafialnym parafii S. Giovanni Evangelista di Pré, należącej do dekanatu Centro Ovest w Archidiecezji Genui.

## Historia

### Okres średniowiecza
Według historyka Perazza w okolicy dzisiejszego kościoła istniał od 636 roku niewielki kościół Santo Sepolcro (Grobu Świętego). Ówcześni Genueńczycy mieli zbudować go według modelu kościoła Grobu Świętego dla upamiętnienia świętych miejsc, które wpadły w ręce Turków. Budowę zrealizowali mistrzowie z północnej Lombardii, tzw. magistri antelami. W 1098 roku przetransportowano z Bliskiego Wschodu do Genui prochy św. Jana Chrzciciela, prawdopodobnie umieszczając je na pewien czas w kościele Grobu Świętego (i zmieniając przy tej okazji jego dedykację na San Giovanni), zanim przeniesiono je na stałe do katedry św. Wawrzyńca. Kościół Santo Sepolcro stracił na znaczeniu wraz z pojawieniem się w Genui Zakonu Szpitalników Świętego Jana z Jerozolimy, z Rodos i z Malty. Jeden z jego członków, brat Guglielmo, ufundował w 1180 roku w dzielnicy Prè kościół San Giovanni. Zbudowali go, jako podwójny kościół (górny i dolny), w latach 1180–1249 mistrzowie z Lombardii, zwani magistri antelami. W momencie inauguracji otrzymał on przypuszczalnie wezwanie św. Jana Chrzciciela, patrona Szpitalników. Oba kościoły zostały połączone strukturalnie z budynkiem mieszczącym szpital i klasztor. Styl architektoniczny kościoła reprezentuje ostatnią fazy architektury romańskiej w wersji lombardzkiej, ewoluującej już w stronę gotyku. Kościół górny powstał jako trójnawowa, czteroprzęsłowa bazylika z transeptem z trzema apsydami. Według XVIII-wiecznych historyków zyskał on w 1376 roku, dzięki przebudowom, niemal nowy wygląd, natomiast zdaniem badaczy współczesnych do końca XVII wieku kościół nie doznał znaczących ingerencji budowlanych. Dach kampanili, składający się z hełmu na planie ośmiokąta, umieszczonego pomiędzy czterema iglicami na planie kwadratu, pochodzi z XIII lub XIV wieku.
W średniowieczu kościół górny służył, być może wyłącznie, rycerzom zakonnym, którzy wchodzili do niego bezpośrednio z komandorii przez loggię na pierwszym piętrze, podczas gdy kościół dolny przeznaczony był dla pielgrzymów i mieszkańców parafii. Dla pielgrzymów przeznaczony był również szpital. W drugiej połowie XIV wieku kościół i komandoria gościły dwóch papieży: Urbana V (13–20 maja 1367) i Urbana VI (23 września 1385–16 grudnia 1386).

### Okres renesansu
W 1508 roku przebudowano fasadę komandorii w stylu renesansowym. W tym stanie zachowała się ona do dziś.

### XVIII wiek
W latach 1721–1731 dokonano po raz pierwszy radykalnej przebudowy nienaruszonego dotychczas romańskiego wnętrza górnego kościoła: Gerolamo Basadonne zrealizował sklepienie obok wejścia oraz pokrył kościół dachem; w 1731 roku przebito nowe wejście w apsydzie, przeznaczone dla parafian, którym wówczas udostępniono kościół górny. W 1746 roku w wyniku działań wojennych zniszczony został hełm kampanili. W sierpniu 1798 roku cały kompleks San Giovanni, z wyjątkiem kościoła górnego, stał się własnością Republiki Liguryjskiej.

### XIX wiek
11 sierpnia 1834 roku część dolnego kościoła została przyznana w formie wieczystej dzierżawy Kongregacji Robotników Ewangelickich zwanych Franzoniani. W 1870 roku w celu przywrócenia romańskiego charakteru kościoła górnego całkowicie usunięto z jego wnętrza XVIII-wieczne dekoracje. W 1896 roku budynek został wpisany na listę zabytków narodowych.

### XX wiek
W 1914 roku ukończono restaurację kampanili. W efekcie przeprowadzonych w latach 1930–1936 prac restauracyjnych (w trakcie których między innymi oczyszczono kolumny) przywrócono w dużej mierze pierwotny wygląd świątyni. W sierpniu 1944 roku podczas bombardowania poważnie uszkodzone zostały dachy kościoła. W 1955 roku dokonano kolejnej renowacji kampanili, a w 1956 – frontu apsydy. W 1958 roku przeprowadzono następną renowację kampanili oraz obrazów i organów. W trakcie prac restauracyjnych z lat 60., przeprowadzonych pod nadzorem urzędu konserwatorskiego Ligurii, usunięto z kompleksu elementy dobudowane do niego w ciągu kolejnych stuleci oraz wydobyto na światło dzienne elementy romańskie i freski. Efektem kolejnej restauracji, przeprowadzonej w 1992 roku z okazji obchodów 500-lecia odkrycia Ameryki była adaptacja części pomieszczeń komandorii na cele wystawowe. Z okazji Wielkiego Jubileuszu Roku 2000 przywrócony został do dawnej świetności kościół dolny.

## Dedykacja kościoła
W momencie inauguracji otrzymał przypuszczalnie wezwanie św. Jana Chrzciciela, patrona Szpitalników. W latach 1597–1617 kościół górny nosił wezwanie Santa Maria (Najświętszej Maryi Panny), natomiast dolny – San Giovanni Evangelista (św. Jana Ewangelisty), które to wezwanie pojawiło się po raz pierwszy. Od 1697 roku wezwanie San Giovanni Evangelista przeszło na kościół górny, podczas gdy dolny otrzymał dedykację Sant'Ugo da Genova (św. Hugona z Genui). W pierwszej połowie XIX wieku została ona przyjęta także przez kościół górny i dołączona do jego dotychczasowego wezwania; tę podwójną dedykację potwierdził arcybiskup Salvatore Magnasco 8 czerwca 1873 roku, przy okazji konsekracji kościoła.

## Architektura

### Kościół
Romański kompleks San Giovanni przylega bokiem do placu o tej samej nazwie. Oba kościoły, górny i dolny, są pozbawione fasady i połączone bezpośrednio z budynkiem komandorii. Kościół górny był wykorzystywany do XVIII wieku przez szpitalników, którzy wchodzili do niego bezpośrednio z komandorii przez loggię na pierwszym piętrze. Ściana kościoła została oblicowana szarym kamieniem, wydobywanym w okolicach latarni morskiej. Ściana kościoła górnego została przepruta rzędem sześciu biforiów, natomiast kościół dolny oddzielony jest od placu boczną galerią. Budynek przykrywa dwuspadowy dach.

### Komandoria i szpital
Budynek mieszczący komandorię i szpital był przeznaczony dla rycerzy, pielgrzymów i kupców zmierzających do Ziemi Świętej w okresie III wyprawy krzyżowej. Podzielony jest na trzy kondygnacje: na parterze znajduje się jedno duże pomieszczenie z wysokimi kamiennymi kolumnami, zaprojektowane dla umieszczenia w nim łóżek. Ustawione one były pod ścianami, gdzie nadal widoczne są niektóre półki, na których pielgrzymi trzymali swoje rzeczy. Inne półki, wyposażone w otwór do odprowadzania wody, były używane jako umywalki. Sala na pierwszym piętrze, mająca drewniany sufit, połączona jest z górnym kościołem. Drugie piętro, prawdopodobnie przeznaczone dla Szpitalników, nadal ma niektóre sale udekorowane freskami. Budynek komandorii otwiera się na plac San Giovanni trzema rzędami loggii. Dzisiejszy jego wygląd jest efektem renesansowej przebudowy, zrealizowanej, jak wynika z inskrypcji, w 1508 roku. Rozwiązanie to jest uważane za najwcześniejszy przykład architektury renesansowej w Genui, poprzedzający podobną realizację w Villa del Principe Andrei Dorii z lat 1530–1545 (loggia autorstwa Perina del Vaga i galerie Giovanniego Angela di Montorsoli). W wyniku ostatnich prac restauracyjnych przywrócono pierwotny wystrój sal, pojedynczych cel szpitalników oraz samego szpitala.

## Wnętrze

### Kościół górny

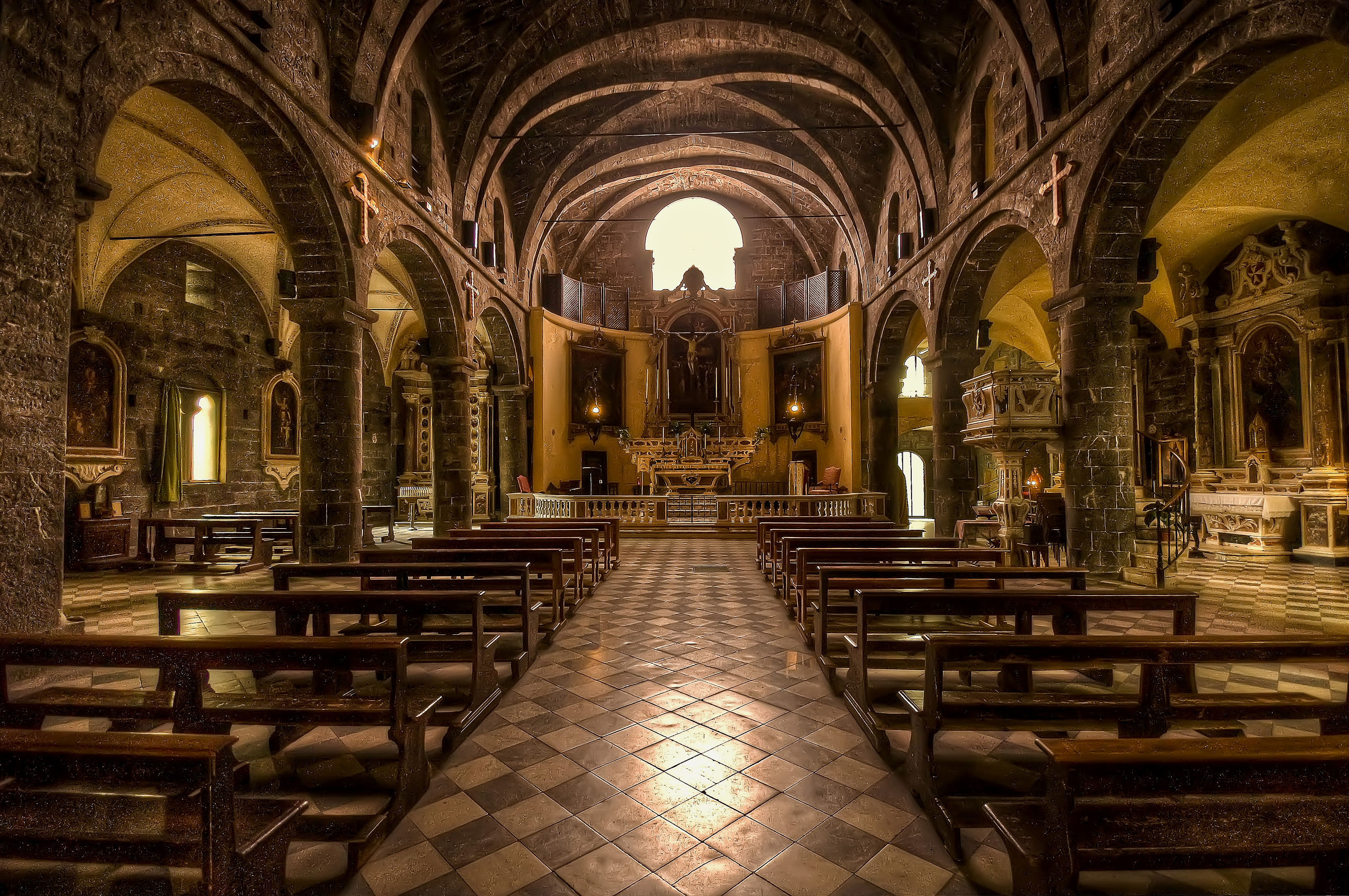
Wnętrze kościoła górnego

Monumentalny, trzynawowy kościół górny, z okrągłymi w przekroju kamiennymi kolumnami i pseudotranseptem został zbudowany z prostopadłościennych ciosów kamiennych. Odzwierciedla surowość sztuki dekoracyjnej magistri antelami. Nawa główna została przekryta sklepieniem krzyżowo-żebrowym. Wystrój malarski tworzą między innymi: obraz ołtarzowy Madonna na tronie między św. Janem Chrzcicielem i innym świętym, pędzla Bernarda Castella (1599), Św. Jan Chrzciciel nauczający swoich adeptów Lazzara Tavarone (1614) i Św. Hugo Lorenza De Ferrari.

### Kościół dolny

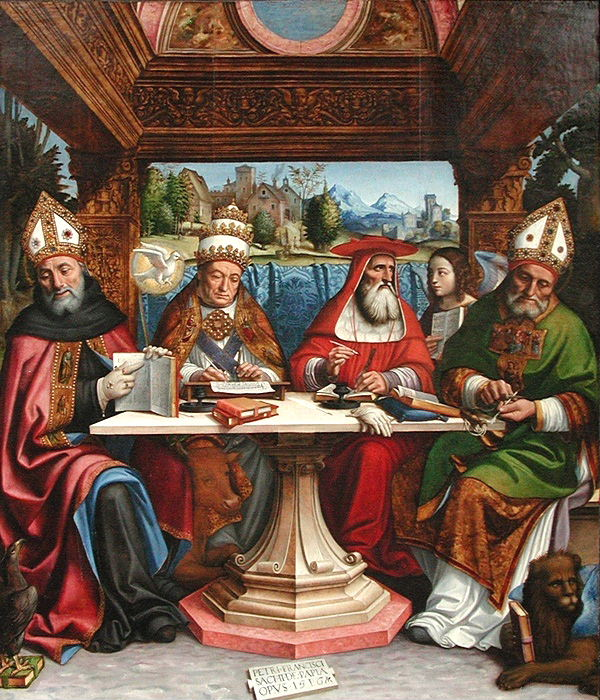
Pier Francesco Sacchi, Doktorzy Kościoła, 1515, obecnie Luwr

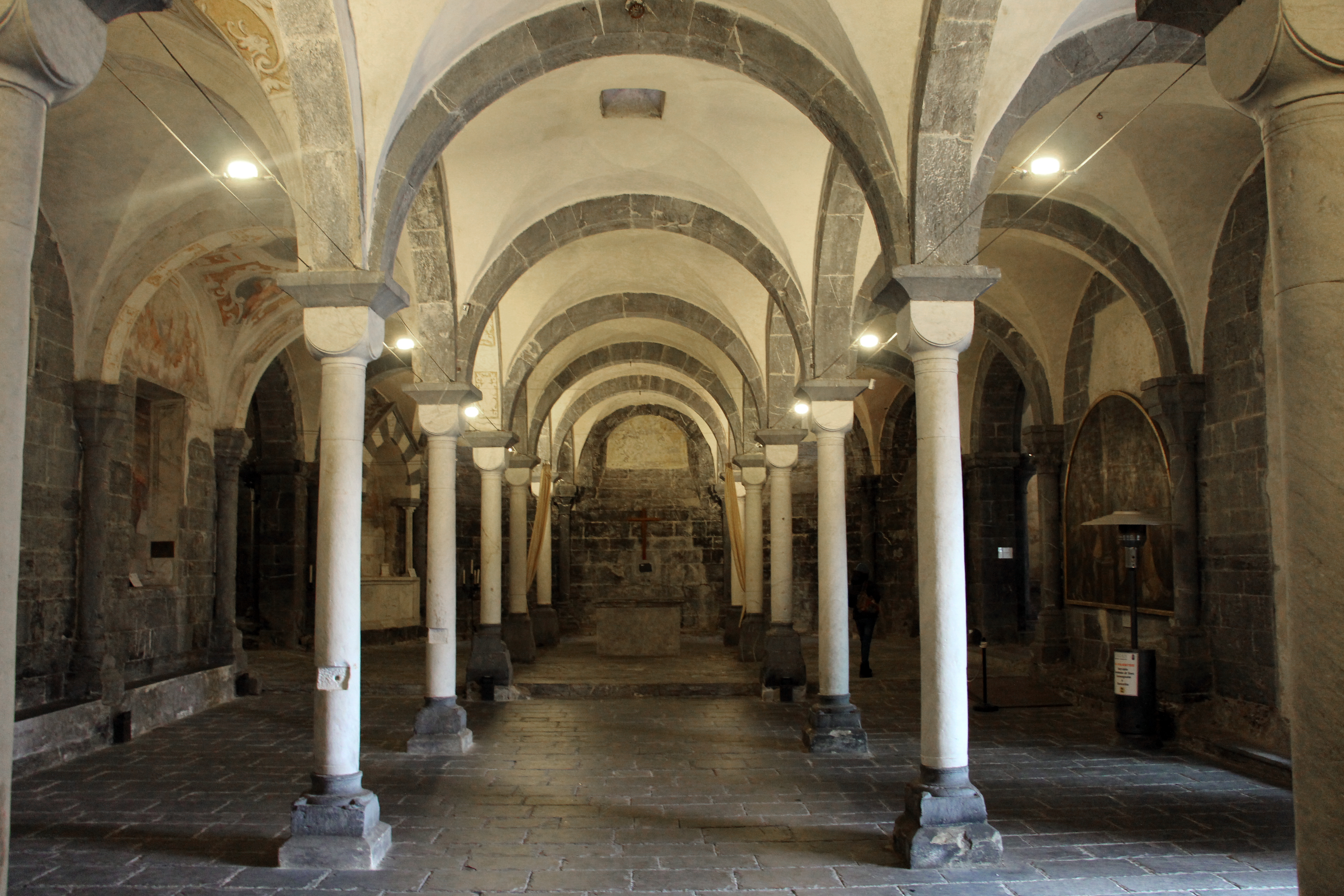
Wnętrze kościoła dolnego

Kościół dolny zajmuje przestrzeń odpowiadającą jedynie szerokości nawy głównej kościoła górnego. Jest również trzynawowy. Nawy oddzielone są od siebie kolumnami z półkulisto-sześciennymi kapitelami, wspierającymi sklepienie krzyżowe oraz poprzeczne łuki. Nawa główna zamknięta jest głęboką apsydą, flankowaną apsydami bocznymi. Romańskie mury ścian i apsydy, rozczłonkowane półkolumnami, pochodzą prawdopodobnie z okresu przebudowy, jaka miała miejsce pod koniec XIV wieku. Z lewej strony apsydy znajduje się XIV-wieczne arcosolium zbudowane z dwubarwnych ciosów. W niszy, wydrążonej w fundamentach dzwonnicy znajduje się epitafium jej fundatora wraz ze stosowną inskrypcją. W połowie XVI wieku kościół został podzielony i przekształcony w sale modlitewne; w partii centralnej zachowało się kilka kaplic, w tym kaplica św. Hugona z Genui i kaplica Podwyższenia Krzyża Świętego; ta ostatnia została udekorowana późnomanierystycznymi freskami iluzjonistycznymi. Podczas renowacji z 1996 roku odkryto średniowieczne freski, znajdujące się w przęśle centralnym narteksu, na sklepieniu kaplicy w prawej apsydzie i pod łukiem wejściowym do południowej części apsydy. Cykl obrazów w narteksie, przypuszczalnie pochodzenia bizantyńskiego, przedstawia motyw Agnus Dei oraz postacie ze Starego Testamentu. W podłuczu apsydy odsłonięto kilkanaście medalionów ze scenami Sądu Ostatecznego, natomiast na sklepieniu kaplicy w prawej apsydzie – sceny przedstawiające męczeństwo św. Małgorzaty. Z bogatego wystroju malarskiego, całkowicie rozproszonego w późniejszych czasach, wyróżniał się obraz ołtarzowy Doktorzy Kościoła, pędzla Piera Francesca Sacchiego z 1515 roku, przechowywany obecnie w Luwrze.

## Działalność kulturalna
29 maja 2009 roku, po czterdziestu latach renowacji, w murach komandorii otwarto tzw. Museoteatro – miejsce organizacji spotkań kulturalnych, konferencji, wystaw sztuki i uroczystych przyjęć. Zaprezentowana wówczas multimedialna prezentacja w wykonaniu aktorów Teatro del Suono i w reżyserii Andrei Liberovici nawiązywała do średniowiecznej, wielokulturowej przeszłości Genui i jej związków z Bliskim Wschodem. Przywołano do istnienia tak znaczące postacie jak: brat Guglielmo (budowniczy kościoła), Benedykt Zaccaria (genueński podróżnik), Al-Idrisi (arabski geograf i podróżnik), Beniamin z Tudeli (żydowski podróżnik), Jacques de Vitry (francuski biskup), Balian z Ibelinu (rycerz, uczestnik jednej z wypraw krzyżowych) i Saladyn, zdobywca Jerozolimy w 1187 roku.